# Anak
Anak, fils ou descendant d'Arba, est un personnage biblique, décrit comme appartenant à une race de géants, et apparaissant principalement dans la Torah (le Pentateuque), à l'occasion de l'exploration du pays de Canaan, mais également dans les livres des Prophètes, lors de la conquête du pays par les Hébreux. Ses descendants sont connus sous le nom d'« Anakim » ou « Anakites », qui étaient « grands et forts ». Selon le Livre des Nombres et le Livre de Josué, Anak a trois fils : Schéschaï, Ahiman et Talmaï.
Anak est mentionné plusieurs fois dans la Bible hébraïque : dans le Livre des Nombres, dans le Deutéronome, dans le Livre de Josué et dans le Livre des Juges. Les Anakim sont aussi cités dans le Livre de Jérémie.
Anak pourrait avoir une certaine parenté avec le dieu sumérien Enki, ou encore avec le géant Anax dans la mythologie grecque. La tradition attribue d'ailleurs à Anak la parenté d'un géant, Og, roi de Bashân.
De même, on peut envisager une parenté avec les Annunaki de la mythologie mésopotamienne.